# Fairchild C-26 Metroliner
Fairchild Aircraft C-26 "Metroliner" là tên định danh cho loạt máy bay hai động cơ Fairchild Swearingen Metroliner thuộc biên chế của quân đội Hoa Kỳ.

## Biến thể
C-26A
C-26B
RC-26B
UC-26C
C-26D
EC-26D
RC-26D
C-26E

## Quốc gia sử dụng
Barbados
- Liên đoàn không quân lực lượng quốc phòng Barbados - Hệ thống an ninh vùng (RSS)

 Colombia
- Không quân Colombia

 México
- Không quân Mexicol

 Perú
- Không quân Peru

 Trinidad và Tobago
- Lực lượng quốc phòng Trinidad và Tobago

 Hoa Kỳ
- Không quân Hoa Kỳ
- Lục quân Hoa Kỳ
- Hải quân Hoa Kỳ

 Venezuela
- Không quân Venezuela

## Tính năng kỹ chiến thuật (C-26A)
Đặc điểm tổng quát
- Kíp lái: 2
- Sức chứa: 22/14 hành khách
- Chiều dài: 42 ft 2 in (12,85 m)
- Sải cánh: 46 ft 3 in (14,01 m)
- Chiều cao: 16,83 ft (5,13 m)
- Trọng lượng cất cánh tối đa: 14.000 lb (6.400 kg
- Nhiên liệu: 625 gal (2.370 L))
- Động cơ: 2 × Allied Signal Garrett TPE-331-11U-601G kiểu turboprop, 1.400 hp (1080 kW)  mỗi chiếc

 Hiệu suất bay 
- Vận tốc cực đại: 288 knots (331 mph, 533 km/h)
- Tầm bay: 2.025 nm (2.331 mi, 3.750 km)
- Trần bay: 31.000 ft (9.500 m)
- Công suất/trọng lượng: 0,2 hp/lb (337,5 W/kg)